# شبیه‌ساز حرفه‌ای اسکی
شبیه‌ساز حرفه‌ای اسکی (به انگلیسی: Professional Ski Simulator) در سبک بازی ورزشی، شبیه‌ساز می‌باشد که توسط شرکت Codemasters در سال ۱۹۸۸ تولید و منتشر گردید. این بازی از سری بازی‌های شبیه ساز ورزشی می‌باشد که بر روی سیستم‌های ۸ بیتی و ۱۶ بیتی به بازار عرضه گردید.

## گیم‌پلی
در این بازی هدایت یک اسکی باز به شما سپرده می‌شود که باید در مدت زمان محدودی از خط پایان بگذرد. گرافیک این بازی به صورت دو بعدی و حرکت صفحه به صورت عمودی از بالا به پایین می‌باشد. کنترل این بازی بسیار ساده طراحی شده و با حرکت اهرمک به چپ یا راست قهرمان بازی به اطراف حرکت کرده و فشار دکمه آتش، حرکت رو به جلو خواهد داشت. ضمن اینکه موانع مختلفی مانند : درخت، کنده‌های چوب و... در بازی وجود دارد.

## سازندگان بازی
| طراحان     | فیلیپ اولیور و آندریو اولیور |
| برنامه‌نویس | آندریو گراهام                |
| موسیقی     | استیو بارت                   |
| گرافیک     | استوارت گراهام، رابی گراهام  |

## سیستم‌ها
این بازی در سال ۱۹۸۸ برای سیستم‌های کامپیوتر خانگی کمودور ۶۴، اسپکتروم، آمستراد سی پی سی، آتاری اس تی و آمیگا منتشر گردید.
این بازی برای سیستم‌های ۱۶ بیتی با عنوان «شبیه ساز پیشرفته اسکی : Advanced Ski Simulator» منتشر گردید.